# Литвинов, Алексей Александрович
Алексей Александрович Литвинов (род. 24 марта 1944 года, Воронежская область, РСФСР, СССР) — советский юный актёр, сыгравший главную роль пионера Вольки в фильме «Старик Хоттабыч».

## Биография
Алексей Литвинов родился 24 марта 1944 года в Воронежской области, где с мамой находился в эвакуации. Его отец пропал без вести во время Великой Отечественной войны. Мать забеременела в блокадном Ленинграде, откуда её позже эвакуировали по дороге жизни и направили в Воронежскую область. Там Алексей родился и прожил год.
После войны семья вернулась в Ленинград. Как и большинство советских школьников, состоял в детской пионерской организации. Когда он заканчивал пятый класс, в школу, располагавшуюся по соседству со студией «Ленфильм», пришли ассистенты режиссёра. Они отобрали несколько мальчиков и пригласили на кинопробы приключенческого детского фильма «Старик Хоттабыч», но Литвинов сначала их не прошёл. Он вспоминал:
Я очень старался, что-то изображал перед режиссёром, читал стихи, но на главную роль взяли другого мальчикаАлексей Литвинов
Но через месяц Литвинова всё-таки вызвали на съёмки — ранее отобранного мальчика по итогам первых сцен забраковали. Так он попал в детский фильм «Старик Хоттабыч» на главную роль — пионера-школьника Володи Костылькова или просто Вольки.
Алексей Литвинов вспоминал, что особенно обрадовалась мама: семья жила бедно, а тут мальчику в месяц платили тысячу рублей. Для съёмок его покрасили перекисью водорода в блондина, хотя в жизни он брюнет.
После выхода фильма «Старик Хоттабыч» на Алексея Литвинова посыпались предложения новых ролей в кино. В частности, он должен был сыграть главную роль в фильме «Первомайская, дом 7». Но начались новые времена, и картину, в которой уже начал сниматься Литвинов, закрыли — сценарий не вписывался во времена развенчания культа личности Сталина. А от остальных предложений, как, например, сыграть пастушка в фильме «Дон Кихот», Алексей отказывался — и у него уже не было желания сниматься в кино.
После школы он окончил Ленинградский электромеханический техникум по специальности электромеханик. По распределению работал в Ленинградском метрополитене. Потом он уехал на заработки в Мурманск, где задержался на 15 лет. Три года ходил в море на судне, потом вернулся в Ленинград, работал на железной дороге электромехаником пассажирских поездов.
После распада СССР положение железнодорожной отрасли ухудшилось, и в 1995 году он ушёл работать на стройку, где трудился шесть лет, далее вышел на пенсию, подрабатывал электриком.
Дважды был женат. От первого брака имеет дочь. После смерти первой супруги женился повторно. Вдвоём с женой летом живёт в 50 километрах от Санкт-Петербурга в небольшом деревянном домике с огородом.

## Фильмография
- 1956 — «Старик Хоттабыч» — Волька Костыльков (Волька ибн Алёша)
- 1967 — «Первомайская, дом 7» (фильм закрыт) — главный герой
- 2013 — «Чужой среди своих» — эпизод